# Echiochilon
- Commons
- Wikispecies

Echiochilon é um gênero de plantas pertencente à família Boraginaceae.